# Low Worsall
Low Worsall – wieś w Anglii, w hrabstwie North Yorkshire, w dystrykcie (unitary authority) North Yorkshire. Leży 62 km na północ od miasta York i 341 km na północ od Londynu.